# Стів Фернісс
Стів Фернісс (англ. Steve Furniss, 21 грудня 1952) — американський плавець.
Призер Олімпійських Ігор 1972 року.
Призер Чемпіонату світу з водних видів спорту 1975 року.
Переможець Панамериканських ігор 1971, 1975 років.
Призер літньої Універсіади 1973 року.